# Paratrechina simpliciuscula
Paratrechina simpliciuscula är en myrart som först beskrevs av Carlo Emery 1896.  Paratrechina simpliciuscula ingår i släktet Paratrechina och familjen myror. Inga underarter finns listade i Catalogue of Life.